# 이상섭 (약학자)
이상섭(李相燮, 1931년~)은 대한민국의 약학자로, 서울대학교 명예교수, 생화학 박사이다.

## 학력
- 1950 ~ 1954 서울대학교 약학대학 학사
- 1954 ~ 1956 서울대학교 대학원 약학석사(생화학)
- 1962 ~ 1966 미국 위스콘신 대학교 대학원 약학박사(생화학)

## 주요경력
- 1955 ~ 1996 서울대학교 약학대학 조교, 전임강사, 교수
- 1978 ~ 1981 서울대학교 약학대학 학장
- 1981 ~ 1982 한국생화학회 회장
- 1981 ~ 1983 유네스코 한국위원회 위원
- 1983 ~ 1984 사단법인 대한약학회 회장
- 1981 ~ 현재 대한민국학술원 회원
- 1987 ~ 1991 한국환경과학협의회 이사
- 1990 ~ 1993 한국과학재단 연구개발심의회 위원장
- 1991 ~ 1994 대한민국 보건사회부 신약개발운영위원회 위원장
- 1993.02 ~ 1995.02 교육부 학술진흥위원회 상임위원
- 1993.08 ~ 1996 대한민국 과학기술처 유전공학종합정책심의회 위원
- 1993~ 1997 대한민국 보건복지부 중앙약사심의회 약효 및 안전성분과 위원장
- 1996.06 ~ 현재  서울대학교 약학대학 약학과 명예교수
- 1998 ~ 2001 한국과학기술한림원 부원장
- 1999 ~ 2001 전국과학정보기술인협회 공동회장

## 생애 및 업적
미생물을 이용한 스테로이드 호르몬 생산 연구로 국제적 인정을 받음. 한국의 생화학, 약학 연구 기반을 구축.
1966년 미국 위스콘신 대학교에서 미생물에 의한 스테로이드의 분해과정을 규명한 논문으로 박사학위를 받고, 미생물의 효소반응에 의한 유용한 유기화합물의 생물변형(biotransformation) 메커니즘을 밝히는 연구를 추진했다.

### 스테로이드 연구
미생물에 의한 스테이로드 대사경로를 규명하고, 산업적으로 효용가치가 적은 콜레스테롤이나 식물성 스테롤에서 스테로이드 호르몬을 생산하는 길을 열었다. 스테로이드 호르몬 생산과 관련된 여러 편의 연구논문을 1960년대부터 미국 화학회지, 미국 생화학회지 등에 발표했으며, 여러 바이오텍 관련 전문서적의 스테로이드 관련 장에 생전환 메커니즘을 소개했다. 1970년대 미국에서 그의 연구에 기반하여 스테로이드 호르몬 생산이 시작되었고, 한국 제약기업에도 스테로이드 생산기술이 이전되었다. 냉전시대인 1981년 불가리아 건국 1300주년 기념 국제학술행사(The 1st International Conference on Chemistry and Biotechnology of Biologically Active National Products)에 초청되었다.
동아제약의 연구비 지원으로 1968년 미생물 전환반응과 유기화학반응을 이용해 경구용 스테로이드 피임제 <피고로>와 임신 진단약 <프레그나>를 개발하고 국내 발명 특허를 출원했으며, 이 공로를 인정받아 1972년 보건사회부로부터 ‘약의 상’을 수상했다.
1960년대 말부터 국소 호르몬으로서 통증과 발열, 관절염 같은 염증, 혈압조절과 혈액응고, 생식기능 조절 등 다양한 생리 기능을 나타내는 것으로 알려진 프로스타글란딘류(prostaglandin)를 곰팡이와 효모균을 활용해 전합성하는 연구를 추진했고, 그 결과를 1975년 미국 화학회지에 발표했다.

### 캡사이신연구
1950년대부터 고추의 매운 성분인 캡사이신에 관한 연구를 시작하여 현재까지 관심을 기울이고 있다. 처음에는 고추장 중의 캡사이신의 발효연구에서 시작하여 생체 내 대사, 대사산물과 관련 효소군, 독성, 약리작용, 발암성 유무, 진통작용 연구로 이어졌다. 1980년대 후반 많은 캡사이신 유사체를 합성하여 진통작용과의 상관성 연구를 통하여 캡사이신 수용체의 존재를 가정하고 수용체 모델을 제시하였는데, 1997년 캘리포니아 대학교 연구진이 이 수용체를 복제 (생물학)함으로써 이를 바탕으로 새로운 유형의 진통약물 개발이 추진되고 있다.

### 약학 교육 발전
1981년 서울대학교 약학대학 학장으로 재직하면서 종합약학연구소와 교육연구재단을 만들어 대학은 연구소를 통해 제약산업계를 지원하고, 산업계는 주식 기부로 재단을 지원하도록 하는 산학협동의 좋은 사례를 만들어 약학의 교육연구 발전의 기틀을 닦았다. 또한 한국유전공학학술협의회 부위원장을 맡아 학계의 의견을 모아 유전공학육성법에 반영시켰으며, 아시아대양주생화학자연합(FAOB)의 한국대표로서 제5차 대회(1989년)를 유치하고 조직위원장으로 6년간의 준비 끝에 노벨상 수상자 3명을 비롯한 많은 석학들을 초빙하여 국내 최대 규모의 바이오 학술대회인 제5차 FAOB Seoul Congress를 치러냈다.
저명 저널에 30여 편의 논문을 발표하고, 특허 3건을 실용화하는 등 우수한 연구성과를 생산해냈다. 은퇴 이후 오당 심포지엄 기금을 출연하여 젊은 후학들이 자신의 연구결과를 소개하는 장을 마련했다.

## 상훈
- 1984 대한민국학술원 저작상
- 1995 서울대학교 40년 근속상
- 1996 국민훈장 목련장
- 2019 제1회 윤광열 약학공로상[3]

## 참고자료
- 대한민국 과학기술유공자 홈페이지
- 한국 천연물 바이오텍의 선구자 이상섭 박사